# 中華民國—哈薩克關係
中華民國與哈薩克共和國無正式外交關係，目前也沒有在對方首都互設具大使館功能的代表機構。對哈薩克的相關事務由駐安卡拉臺北經濟文化代表團、臺北莫斯科經濟文化協調委員會駐莫斯科代表處共同管轄。中華民國對外貿易發展協會於哈薩克設立阿拉木圖臺灣貿易中心。

## 政治

### 外交

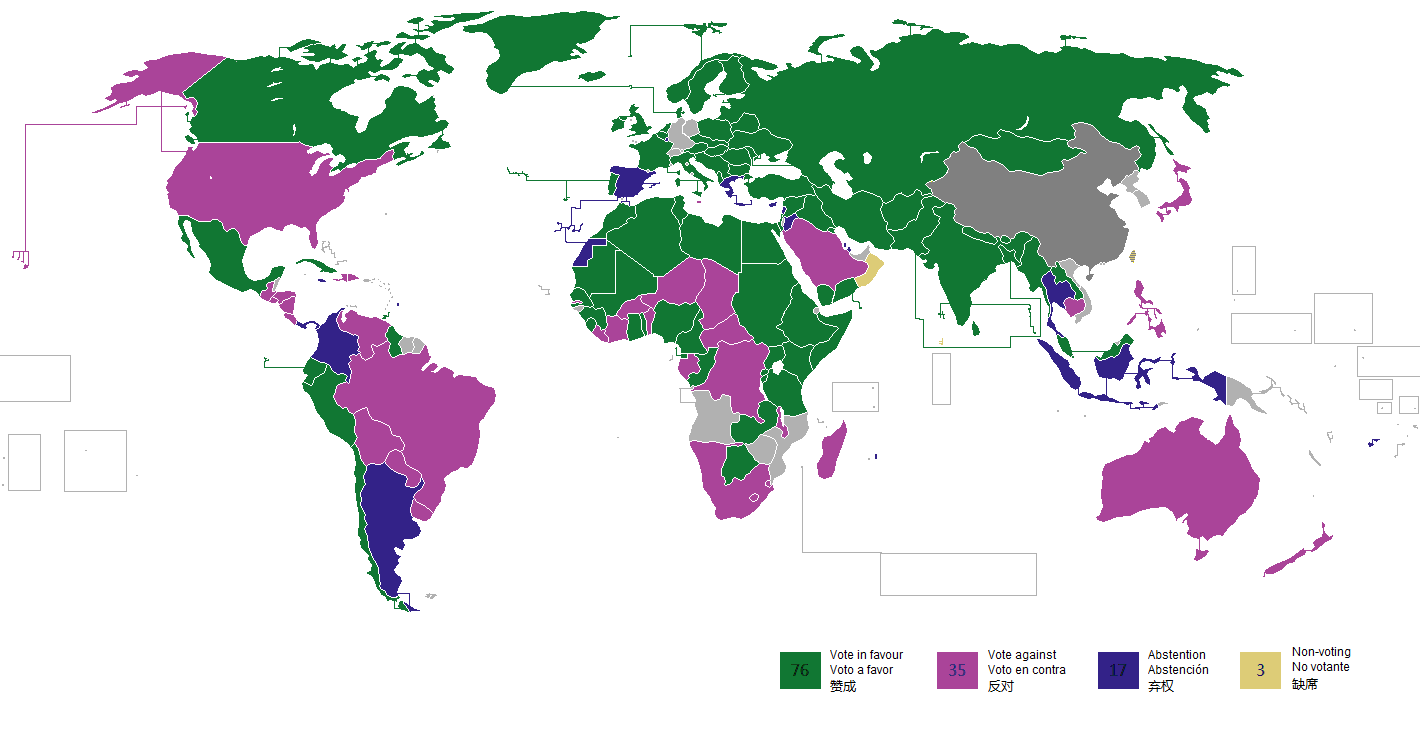
綠色國家表示在1971年的投票中反對中華民國續留聯合國，即《聯合國大會2758號決議》，哈薩克當時是蘇聯的加盟共和國（哈薩克蘇維埃社會主義共和國），由蘇聯作為主權國家參與投票。

2022年6月17日，哈薩克總統托卡葉夫表示，「如果自決權付諸實施，那麼全球將有超過600個國家，而不是目前联合国認證的193個國家，可以預期那將是一片混亂。」這就是為什麼哈薩克不承認臺灣、科索沃與同為俄羅斯支持的喬治亞分離地區南奥塞梯與阿布哈茲，頓內次克與盧甘斯克也是如此。

## 經濟

### 貿易
2004年，中華民國對外貿易發展協會（外貿協會）於哈薩克前首都、最大城市設立阿拉木圖台灣貿易中心。
臺灣與哈薩克的貿易起步晚，在貿易上最大困難點是自臺灣出貨至哈薩克的路線太遠以致成本增加，自臺灣利用海運，再經過中國大陸的鐵路運輸到哈薩克，利潤都被高昂運費所消耗殆盡，以致嚴重影響價格競爭力，但臺灣產品的綜合競爭力依舊有其優勢，臺灣貿易中心自2010年開始每年邀請哈薩克買主也倍數成長。
2010年，中華民國出口至哈薩克的金額每年開始大幅成長，2012年出口金額首次達到1億美元。2013年達到最高峰，之後因該國經濟成長趨緩呈現下滑的態勢，近幾年又呈現上揚；自哈薩克進口以锌、铅、铝、铜等金屬原材料為主，約佔90%，但進口金額暴起暴落，或許與進口原材料管道、近年原材料價格暴漲不無關係。
| 年分 | 貿易總額    | 貿易總額 | 貿易總額 | 出口至哈薩克 | 出口至哈薩克 | 出口至哈薩克 | 自哈薩克進口 | 自哈薩克進口 | 自哈薩克進口 | 順逆差  |
| 年分 | 金額        | 年增減   | 排名     | 金額         | 年增減       | 排名         | 金額         | 年增減       | 排名         | 順逆差  |
| ---- | ----------- | -------- | -------- | ------------ | ------------ | ------------ | ------------ | ------------ | ------------ | ------- |
| 2017 | 135,936,553 | ▲29.8%   | 83       | 34,615,405   | ▲22.3%       | 93           | 101,321,148  | ▲32.6%       | 64           | 逆差▲   |
| 2018 | 120,025,330 | ▼11.7%   | 88       | 31,309,657   | ▼9.6%        | 97           | 88,715,673   | ▼12.4%       | 72           | 逆差▼   |
| 2019 | 120,230,862 | ▲0.2%    | 82       | 36,219,070   | ▲15.7%       | 93           | 84,011,792   | ▼5.3%        | 68           | 逆差▼   |
| 2020 | 111,464,908 | ▼7.3%    | 82       | 38,192,769   | ▲5.4%        | 88           | 73,272,139   | ▼12.8%       | 72           | 逆差▼   |
| 2021 | 150,557,355 | ▲35.1%   | 82       | 40,107,968   | ▲5.0%        | 92           | 110,449,387  | ▲50.7%       | 74           | 逆差▲   |
| 2022 | 135,416,604 | ▼10.1%   | 89       | 88,947,466   | ▲121.8%      | 76           | 46,469,138   | ▼57.9%       | 90           | 順差 -- |
| 2023 | 202,857,532 | ▲49.8%   | 74       | 118,208,101  | ▲32.9%       | 66           | 84,649,431   | ▲82.2%       | 73           | 順差▼   |
| 2024 | 185,342,365 | ▼8.6%    | 73       | 58,256,992   | ▼50.7%       | 80           | 127,085,373  | ▲50.1%       | 65           | 逆差 -- |

2023年的兩國貿易項目如下：
出口至哈薩克的前10大項目為：自動資料處理機、磁性或光學閱讀機；碟片、磁带、固態非揮發性儲存裝置、智慧卡與其他錄音或錄製之媒體；特定用途機器之零件與附件；機動車輛所用之零件與附件；金屬加工用綜合加工機、單體結構機與多站聯製機；手用扳手與扳鉗、有無把手之可互換扳手套筒；電話機（包括智能手机），以及其他傳輸或接收聲音、圖像之有線或无线网络通訊器具；縫紉機與專用配備；丙烯或其他烯烃之聚合物；印刷机、打印机、复印机與傳真機等。
自哈薩克進口的前10大項目為：煤、煤磚、煤球與煤製類似固體燃料；未經塑性加工铅；合金鐵；氧金屬或過氧金屬酸鹽；油料種子與含油質之果实；氧化铬與氢氧化铬；製造半导体、集成电路與平面顯示器用之機器與器具、零件與附件；未經塑性加工铝；未經化學改質之葵花子、红花子或棉子油及其餾分物；加工烟叶與菸葉代用製品、菸葉成分抽出物與菸精等。

### 投資
中華民國與哈薩克尚未互設官方機構與官方常態性對話管道，至今也未有任何一家臺灣廠商正式前往哈薩克投資。目前宏碁、華碩電腦、技嘉科技、圓剛科技等，是在俄羅斯首都莫斯科設立地區總部，再以代理商、代理人或出差方式經營哈薩克市場。
截至2023年，在哈薩克無臺商或臺僑組織，以及臺灣金融機構。

### 會展
外貿協會多次籌組拓銷團前往哈薩克拓展市場，或邀請哈薩克買主前往臺灣觀展採購。
2013年12月，世界贸易组织第9屆部長會議於印尼巴厘岛舉行，中華民國經濟部長張家祝與哈薩克經濟整合部長艾薩諾娃舉行雙邊會談。
2016年6月，哈薩克阿拉木圖企業家商會（Almaty Chamber of Entrepreneurs）主席Yerlan Stambekov前往中華民國經濟部國際貿易局與外貿協會，並簽署合作備忘錄。
2018年10月，駐俄羅斯代表處經濟組與中華民國國際經濟合作協會（國經協會）組團赴阿拉木圖，期間與阿拉木圖企業家商會合辦「臺哈（薩克）企業論壇與貿易洽談會」。

## 交流

### 體育
2014年7月16－24日，亞洲排球聯合會在台北市所舉辦的2014年亞洲青年女子排球錦標賽，參賽的哈薩克國家女子排球隊中，一位首次參與國際賽的後備球員莎賓娜，由於身高182公分、腿長120公分，擁有姣好外型、如模特兒般的身材比例，於是很快便引起媒體關注，並使得個人的Instagram關注人數暴增許多，從不到300人暴增到十多萬。不只台灣媒體，甚至國外媒體亦有報導。除此之外，其隊友如波媞妮莎雅、拉莫若娃、葛芭朵莉娜及娜狄詩娜亦同時受到媒體關注。哈薩克隊最終以第七名作收，而莎賓娜在比賽中出場時間不多，主要為後備球員。而大批媒體對莎賓娜追訪則令哈薩克隊大為困擾，哈薩克隊教練則抱怨此種現象，稱“不可能像這樣工作的，媒體這樣集中一個球員追訪好像只有一個球員在比賽。”台灣球迷對他們球隊的表現造成不少困擾。
2017年6月22日，台灣韻律體操代表團一行22人前往哈薩克參加亞洲錦標賽，駐俄羅斯代表處接獲中華民國體操協會通報，表示哈薩克體操協會向哈薩克移民單位申辦預審制落地簽證，因邀請函上誤載國籍為中華人民共和國（PRC），導致移民官員認為代表團所持護照與邀請函所載國籍不符，而拒發落地簽證。後在駐俄羅斯代表處協助下，已順利入境。

## 協定
| 日期          | 簽署                                                                                   | 備註   |
| ------------- | -------------------------------------------------------------------------------------- | ------ |
| 2001年5月     | 《台灣郵政總局與哈薩克郵政總局國際快捷郵件業務協定及施行細則》                         | [ 20 ] |
| 2001年8月23日 | 《行政院國家科學委員會與哈薩克國家科學院科學技術合作諒解備忘錄》                       | [ 20 ] |
| 2005年6月     | 《中華民國國際經濟合作協會與阿拉木圖商會合作協議書》                                   | [ 9 ]  |
| 2006年10月    | 《中華民國國際經濟合作協會與阿斯坦納商會合作協議書》                                   | [ 9 ]  |
| 2015年4月24日 | 《臺澎金馬個別關稅領域與哈薩克共和國就哈薩克共和國加入世界貿易組織雙邊貨品談判議定書》 | [ 21 ] |

## 簽證

持中華民國護照的中華民國國民簽證要求分布圖：入境哈薩克可以電子簽證。

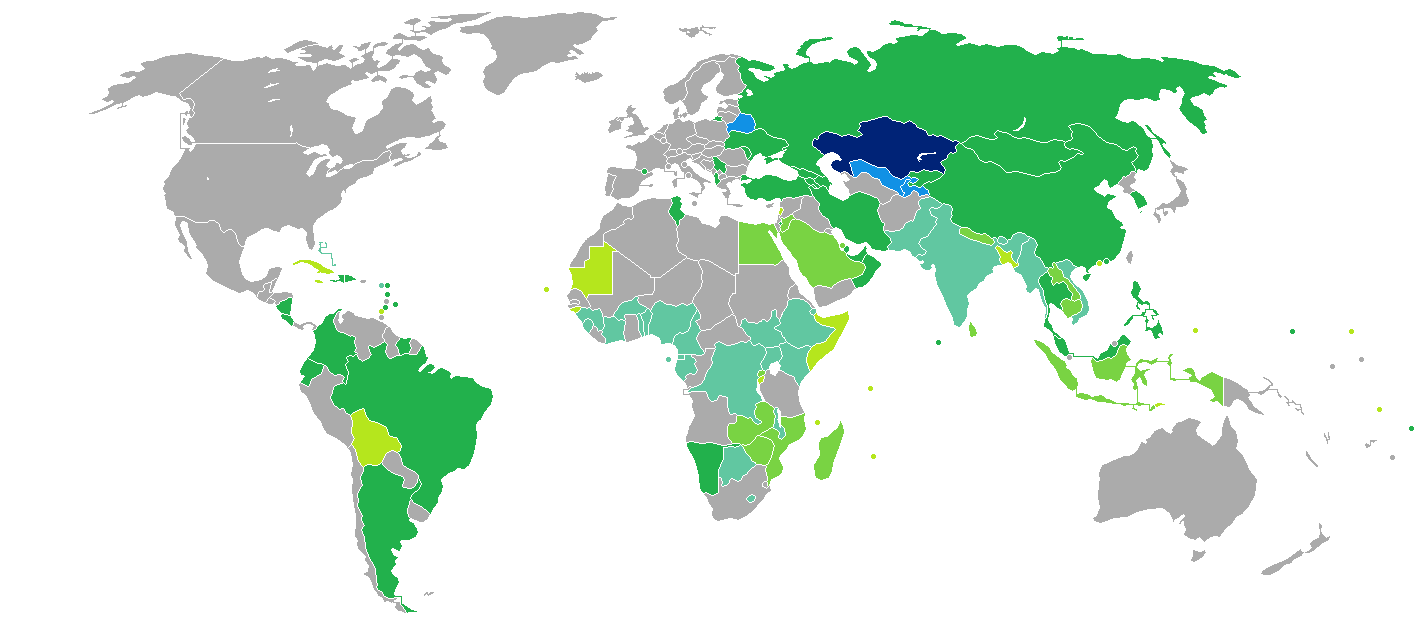
持哈薩克護照的哈薩克人口簽證要求分布圖：入境中華民國需要簽證。

兩國國民皆須申請簽證方可入境對方國家。持有中華民國護照與哈薩克斯坦內政部移民局核准邀請函之中華民國國民可以電子簽證或「預審制落地簽證」的方式入境哈薩克，亦可至該國駐外使領館申請一般簽證。經哈薩克轉機，若未離開機場轉機區，無須申辦過境簽證。
持有哈薩克護照的哈薩克國民抵台參加由中央政府機關主辦、協辦或贊助之國際會議、運動賽事、商展或其他活動，則可以電子簽證入境中華民國，停留最多30天並不得延期。

## 交通

### 航空
資料截至2023年6月16日

#### 客運
兩國無直航班機，可經由（不計航點遠近）：
- 臺北松山→成都，再轉機前往哈薩克的國際機場（英语：List of airports in Kazakhstan）。
- 台北桃園→北京-首都、成都、廣州、西安[註 1]、烏魯木齊、三亞（季節性飛哈薩克）、首爾-仁川、曼谷、普吉、德里、杜拜、伊斯坦堡、倫敦、米蘭、法蘭克福→哈薩克。
- 台中→廣州、首爾-仁川→哈薩克。
- 高雄→北京-首都、廣州、首爾-仁川、曼谷→哈薩克。
- 花蓮→首爾-仁川（包機飛花蓮）→哈薩克。

#### 貨運
| 中華民國 |                            |
| -------- | -------------------------- |
| 臺北桃園 | 阿拉木圖（土耳其航空貨運） |

## 外部連結
- 中華民國外交部－哈薩克共和國簡介 （页面存档备份，存于）
- 駐安卡拉台北經濟文化代表團
- 台北莫斯科經濟文化協調委員會駐莫斯科代表處
- 外交部領事事務局－國外旅遊警示分級表
- 中華民國衛生福利部－國際旅遊疫情建議等級
- 中華民國國際經濟合作協會 （页面存档备份，存于）
- 阿拉木圖台灣貿易中心（Facebook）